# FFAG 加速器
FFAG 加速器（FFAG かそくき 英: Fixed-Field Alternating Gradient accelerator）とは、1950年代初頭に開発が始められた円形加速器の型式の一つである。磁場が時間によって変化しないこと（fixed-field, サイクロトロンと同様）と、強収束性を持つこと（シンクロトロンと同様）が特徴であり、固定磁場強収束加速器とも呼ばれる。この特徴から、FFAG 加速器はサイクロトロンのような定常性（ビームが間欠的ではなく一定の出力で持続して得られる）とシンクロトロンのように比較的安価でボアの狭い小さな磁石リングで建造可能という利点を併せ持つ。
FFAG 加速器の開発は1967年を最後に十年以上停滞していたが、1980年代中盤から1990年代中盤にかけて核破砕による中性子線源用やミューオンコライダー およびニュートリノファクトリーにおけるミューオン加速器用にむけて再注目されはじめた。
FFAG 加速器研究の復活は特に日本において顕著で、複数のリングを持つ加速器が建造されている。この流れは、高周波加速空洞と電磁石の設計技術の進展に促されたところがある。

## 歴史

### 開発初期

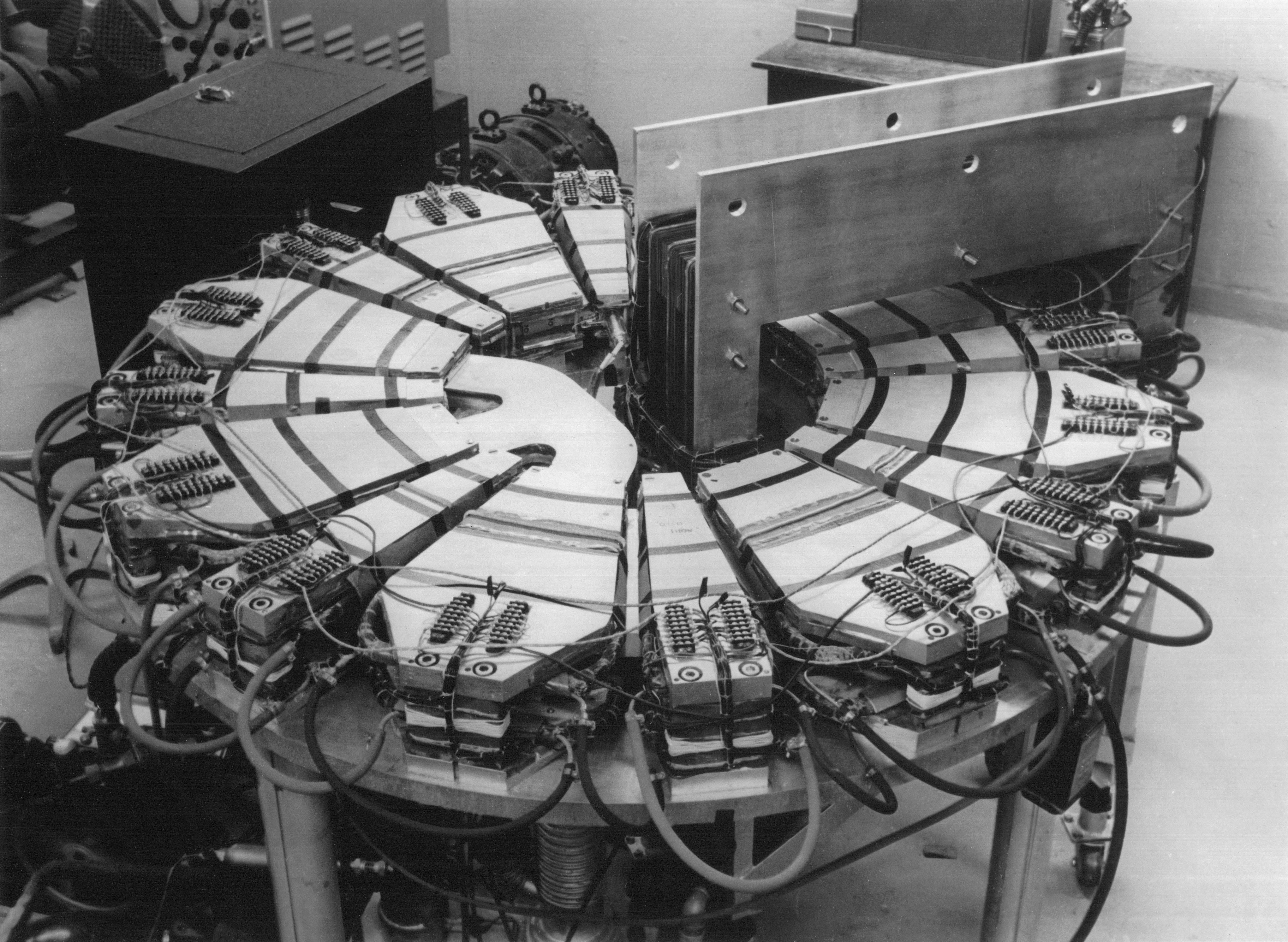
世界で初めて運用されたミシガンマーク I FFAG 加速器。出力は 400 で、電子を加速する。 右部に見える巨大な長方形の部品がベータトロン変圧器コアである。

FFAG 加速器の構想は日本の大河千弘とアメリカのキース・サイモン、ロシアのアンドレイ・コロメンスキーによりそれぞれ独立に発案された。初めてのプロトタイプとして、ミシガン大学のローレンス・W・ジョーンズとケント・M・ターウィリガーによりベータトロン加速を用いるものが建造され、1956年初頭に運用開始した。このプロトタイプは、その年の秋にはウィスコンシン大学所在の中西部大学研究協会 (MURA) 研究所に移設され、500 keV 級の電子シンクロトロンに改造された。サイモンが1956年に申請した特許では、 "FFAG accelerator" および "FFAG synchrotron" という用語が用いられている。大河は1955年から数年にわたってサイモンおよび MURA の研究チームと共同研究を行なっていた。
サイモンの同僚であったドナルド・カーストはサイモンのラジアルセクター型の特許申請とほぼ同時に、スパイラルセクター型の特許を申請している。ごく小さなスパイラルセクター型装置が1957年に建造され、1961年には 50 MeV のラジアルセクター型装置が運用を開始した。後者の装置は1957年に大河が申請した同種粒子を同時に時計回りと反時計回りに加速できる対称型装置の特許に基いている。これは最初期の衝突型加速器の一つであるが、この装置はシンクロトロン放射センターの元となったタンタルス蓄積リングへのインジェクタとして使用されたためにこの機能は使用されなかった。この 50 MeV 級装置は1970年代初頭に退役した。

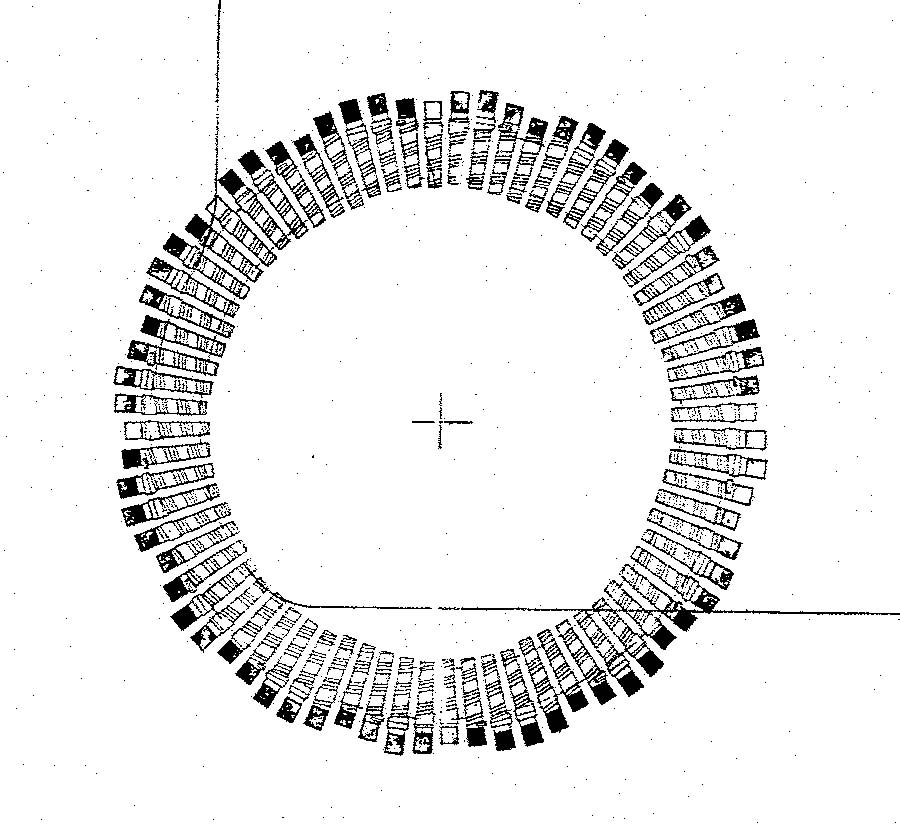
MURA FFAG のレイアウト

MURA は 10 GeV 級および 12.5 GeV 級の FFAG 陽子加速器を設計したが、予算を獲得できなかった。720 ＭeV 級 と  500 ＭeV 級 のインジェクタの設計が発表されている。
1963年から1967年にかけて MURA が解体されると、FFAG 加速器は使用されなくなり活発に議論されることのない時期が一時期続いた。

### 開発の継続
1980年代初頭、Tat Khoe および フィル・ミーズが FFAG 陽子加速器が高強度核破砕中性子線源として適していることを主張すると、アルゴンヌ国立研究所とユーリッヒ研究センターが主導するプロジェクトが発足した。
FFAG 加速器の可能性についての学会が1983年から開催され始め、2000年には CERN で、2000年と2003年には KEK でワークショップが開かれ、おおよそ年単位で継続されている。ほとんどの PAC, EPAC, サイクロトロン学会で発表がなされている。

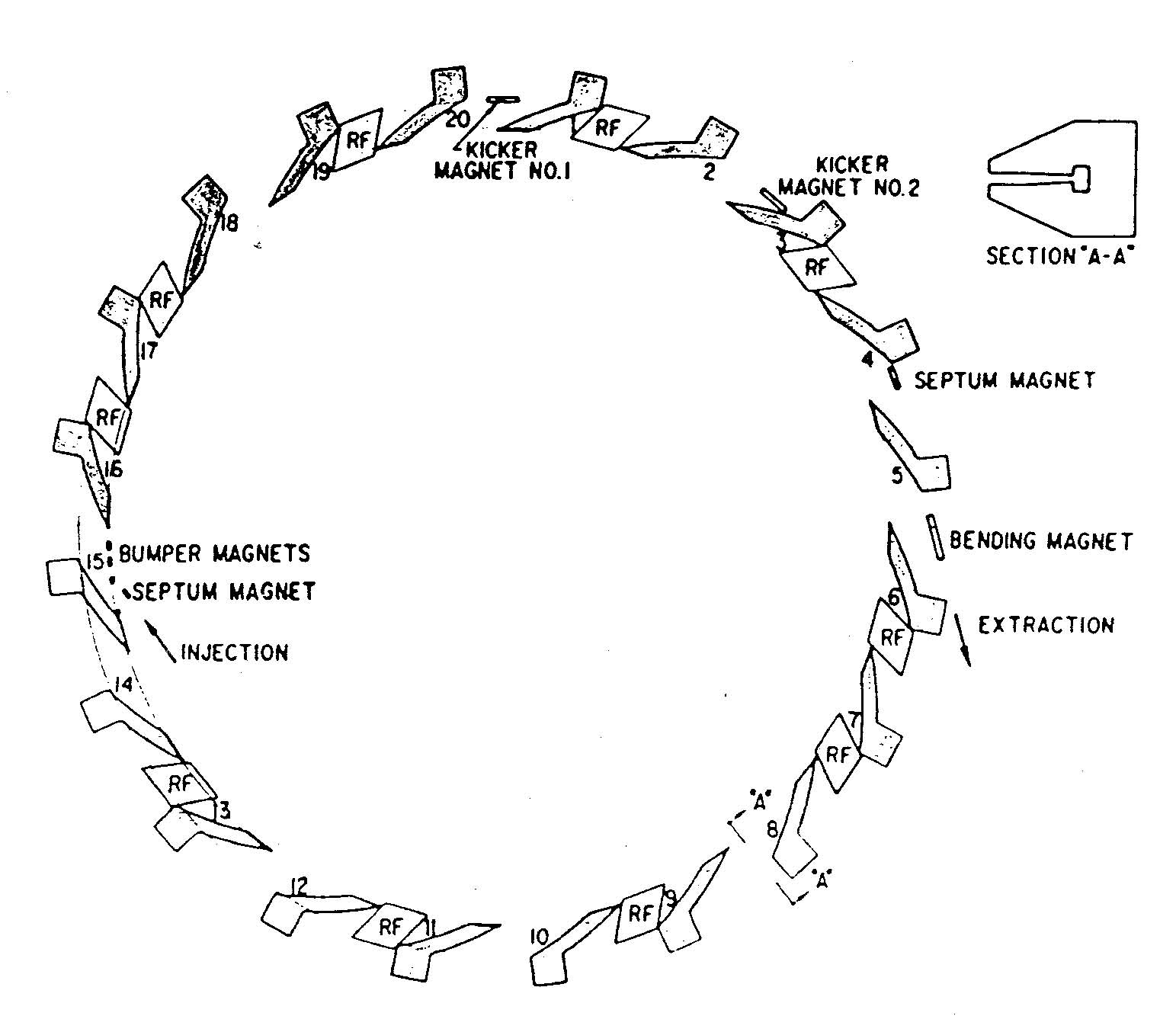
ASPUN リング（スケーリング型 FFAG 加速器）。ANL が初めて設計した螺旋型装置である ASPUN は、穏やかな螺旋により MURA による装置と比較して運動量が三倍に増強されている。

KEK の森義治のグループが初めて FFAG 陽子加速器の建造と立ち上げに成功してのち、FFAG 加速器の開発は活況を呈している。FFAG 加速器の有望な用途としては、放射線療法と高エネルギー物理学が挙げられる。 高周波加速空洞に適切な合金を用いることにより、高周波加速をオーダー一つ向上させることができる。
超伝導電磁石を用いると、FFAG 加速器の磁石の長さはおおよそ必要な磁場強度の逆二乗でスケールするが、これは望ましくない。DFD および FDF トリプレット磁石設計を用いることによりコンパクトで単純な設計とすることができ、十分に大きなドリフト長が得られるためそれ以降のスケーリング型 FFAG 加速器に用いられるようになった。この磁石設計は特に放射型 FFAG 加速器に適しており、動的光学特性の線形性を向上させる。M. Abdelsalam（ウィスコンシン大学）と R. Kustom (ANL) は鉄を用いずに必要な磁場を得ることのできるコイル形状を導出した。この磁石設計はユーリッヒ研究センターの S. Martin らに引き継がれた。

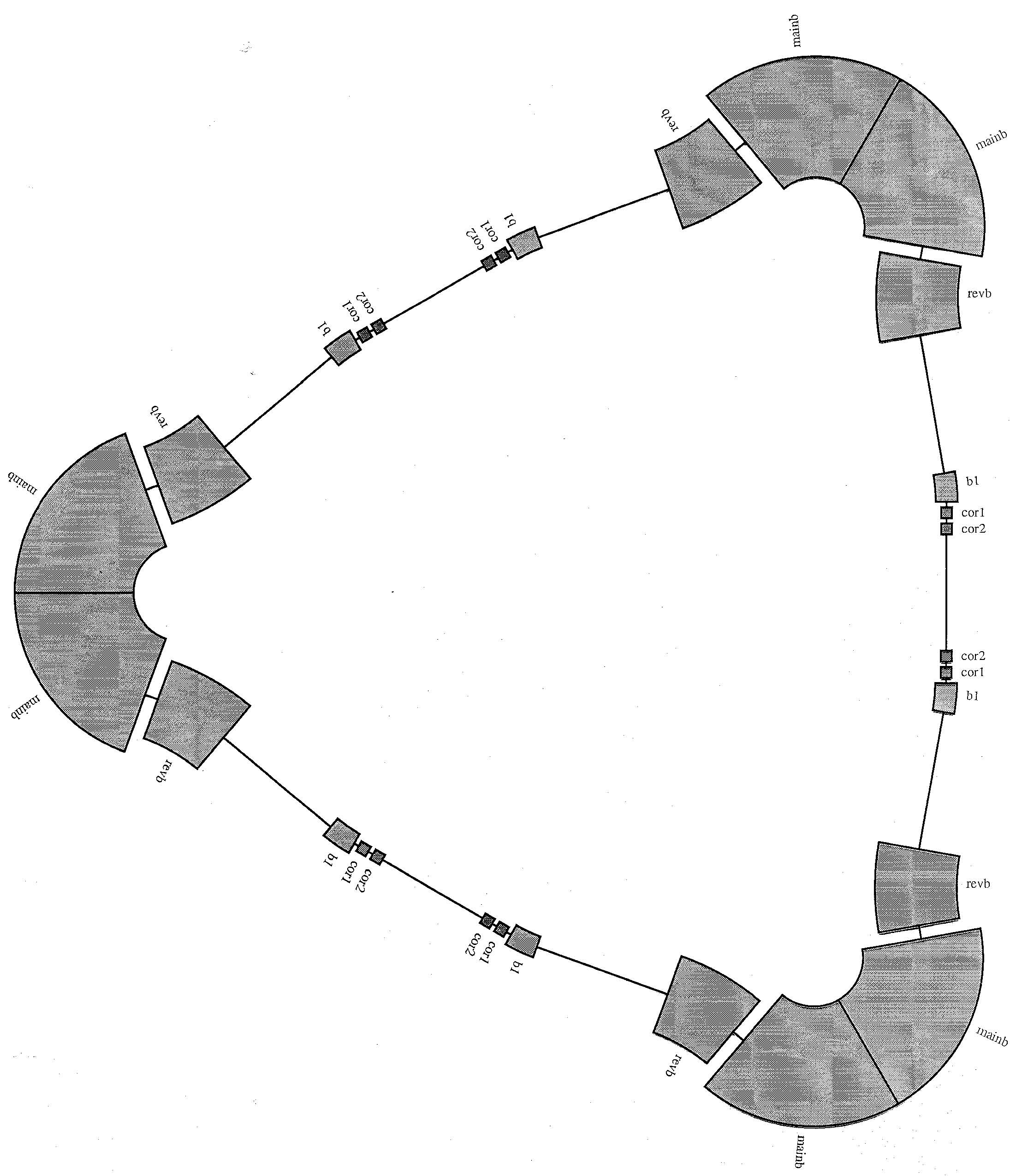
アクロマティック素子を挿入した非スケーリング型 FFAG 加速器

フィル・ミーズは、チューニングを固定できるため加速中に共鳴が交差しない非スケーリング型 FFAG 加速器を発明した。このような装置の設計では、まず分散フリーなストレートセクションを三つ組磁石の間に設置する。線形特性を調整してマッチングをとり、COSY INFINITY を用いて偏向磁石の磁場を調整し、非線形項を追加し、チューニングを固定したままでも任意の運動量の参照軌道が順を追って最初のストレートセクションを通ったあと次のストレートセクションの中心へ向くようにする。

## スケーリング型と非スケーリング型
FFAG 加速器に必要とされる磁場は極めて複雑である。1956年に建造された、500 keV  級ラジアルセクター型装置ミシガン FFAG Ib に使われた磁石の計算はイリノイ大学のフランク・コールによりフリーデン社製の機械式計算機を用いて行われた。これがコンピューターの使えなかった当時の限界であり、より複雑なスパイラルセクター型や非スケーリング型の FFAG 加速器は洗練されたコンピューターモデリングをもってして初めて可能となった。
MURA の装置はスケーリング型 FFAG シンクロトロンだった。すなわち、ある運動量に対応する軌道はある別の運動量に対応する軌道を写真術的に拡大したものとなる。このような装置ではベータトロン周波数は一定となり、したがってビーム損失に繋がりうる共鳴の交差は生じない。メディアンプレーンにおける磁場が次式を満たすような装置をスケーリング型という。
{\displaystyle B_{r}=0,\quad B_{\theta }=0,\quad B_{z}=ar^{k}~f(\psi )},
ここで、次のように記号を定義した。
- {\displaystyle \psi =N~[\tan ~\zeta ~\ln(r/r_{0})~-~\theta ]}
- {\displaystyle k} ： 磁場指数
- {\displaystyle N}： 周期
- {\displaystyle \zeta }: 螺旋角（ラジアル型装置では 0）
- {\displaystyle r}： 平均半径
- {\displaystyle f(\psi )}ː 定常な軌道を可能とする任意の関数

ここで、 {\displaystyle k>>1} とすると FFAG 磁石は同エネルギーのサイクロトロンに比べて格段に小くなる。欠点は、装置が極めて非線形となることである。これを含む様々な関係式がフランク・コールの論文で示されている。
非スケーリング型の FFAG 加速器の構想は1950年代終わり、2方向衝突ビーム FFAG 加速器への取り組み中に衝突領域におけるビーム強度を増強する方法を検討していたケント・ターウィリガーとローレンス・W・ジョーンズにより発案された。この構想はすぐに従来型加速器用の収束磁石の改善に応用されたが、FFAG 加速器へと応用されるには数十年を要した。
加速が十分に速ければ、粒子はベータトロン共鳴が重なりあって振幅に影響が出る前に通りすぎることができる。この場合、双極子磁場は動径方向に線形となることができ、磁石を小さく、単純にすることができる。「線形・非スケーリング型」 FFAG 加速器の実証機として EMMA （Electron Machine with Many Applications) がイギリスのダレスベリー研究所で運用に成功している。

## 縦型 FFAG 加速器
縦軌道エクスカーション FFAG (VFFAG) 加速器とは、高エネルギー軌道が低エネルギー軌道と比較して動径方向ではなく上側（または下側）に偏位するように設計された特殊な FFAG 加速器である。これは、高いビーム剛性をもって双極子磁場のより高い領域に粒子を押し込む、歪収束磁場により達成できる。
VFFAG 型設計が通常の FFAG 型設計よりも優れている主な点は、異なるエネルギーを持つ粒子の間でも経路長が一定に保たれ、そのため相対論的粒子が等時的に運動することである。回転の等時性により一定ビーム強度での運用が可能となり、等時サイクロトロンがシンクロサイクロトロンに対して持っているのと同じ利点を得ることができる。等時的加速器は縦収束性を持たないが、FFAG 加速器のように傾斜速度が速い場合には大きな制約とはならない。
VFFAG 加速器の主な欠点として特異的な磁石設計を必要とする点があり、現状 VFFAG は試験段階には至っておらずシミュレーション段階どまりである。

## 用途
FFAG 加速器は癌の陽子線治療における陽子線源として医療分野への応用や、密閉貨物向けの非侵襲セキュリティ検査用の高強度中性子線源として、また、ミューオンが崩壊する前に高エネルギー領域へと加速する「エネルギー増幅器」として、さらには FFAG により発生させた中性子線を用いて臨界に達しない核分裂炉を駆動する、加速器駆動未臨界炉への応用などが期待されている。加速器駆動未臨界炉は、事故による暴走が起こらないので本質的に安全であり、また長寿命かつ核不拡散条約で規制を受ける超ウラン元素廃棄物の発生が比較的少ないなどの利点がある。
準定常運用が可能でビーム間隔を最小限に抑えられるという特性から、将来のミューオンコライダー施設への応用も考えられている。

## 現状
1990年代には、素粒子原子核研究所において FFAG 加速器の開発が開始され、2003年に 150 MeV 級の装置が建造されている。癌治療向けの非スケーリング型 FFAG 陽子・炭素原子核加速器の dubbed PAMELA が設計されている。一方、 加速器駆動未臨界炉向けでは、京都大学臨界集合体実験装置 (KUCA) の制御棒を臨界集合体の中に挿入して臨界に至らないようにした状態で 100 MeV 級の加速器により「持続的核反応」が達成されている。

## 関連文献
- The rebirth of the FFAG. CERN Courier. (Jul 28, 2004) 2012年4月11日閲覧。.